# Игнатьев, Александр Витальевич
Александр Витальевич Игнатьев (род. 21 октября 1971) — советский и российский футболист, вратарь.

## Биография
В 1989 году окончил школу-интернат спортивного профиля № 62 (Ленинград), затем попал в дубль «Зенита».
Однако в 1989 году «Зенит» вылетел из высшей лиги и Игнатьев с большой группой игроков перешёл в ленинградское «Динамо», за которое в 1990 году провёл один матч.
Затем один из первых тренеров Игнатьева Алексей Стрепетов порекомендовал его руководству команды «Дружба» Йошкар-Ола, где основным вратарём был Александр Филимонов. 1992 год Игнатьев провёл в тверском клубе «Трион-Волга». В межсезонье подписал контракт с ярославским «Шинником», но вскоре был выставлен не трансфер.
Сезон-1993 провёл в «Прогрессе» Черняховск, после чего перешёл в литовский клуб «Панерис» Вильнюс, играл в Кубке Интертото 1995. В 1996 году Игнатьев вернулся в Петербург, перед этим ездил на просмотр в Молдавию, но перешёл в «Динамо», где провёл четыре сезона. В 2000—2004 играл за «Псков-2000». Затем вернулся в Петербург, стал в 2005 году чемпионом города в составе клуба «Коломяги-47», в 2006 году выступал на первенство КФК за «Север» Мурманск.
После окончания карьеры перешёл на работу в «Газпром трансгаз» и параллельно учился в институте на менеджера.